# Boombal

Logo de Boombal

Un Boombal est un bal folk organisé par l'association du même nom en Flandre et environs. Le bal est à chaque fois précédé d'une initiation aux danses.

## Historique
Le premier boombal a eu lieu en septembre 2000 à Gand, des élèves d'un cours d'accordéon voulant mettre en pratique les airs à danser qu'ils apprenaient. Il fut organisé dans la Boomstraat (rue de l'Arbre), d'où le nom.
Le phénomène s'est amplifié, et il y a aujourd'hui des boombals à Gand, Louvain, Bruxelles, Anvers.
Depuis 2006 est aussi organisé le Boombalfestival à Lovendegem près de Gand.